# BoyWithUke
BoyWithUke (* 25. srpna 2002 Tegu) je korejsko-americký alt-popový zpěvák, hudebník a internetová celebrita. Vystupuje výhradně pod pseudonymem. Popularitu si získal na sociální sítí TikTok se svými singly „Toxic“ (2021) a „IDGAF“ (2022), a stal se zde jedním z nejpopulárnějších umělců, patřících mezi tvůrce s neznámým vzhledem. Své jméno a tvář odtajnil 10. října 2023. V současnosti má smlouvu s Republic Records. 

## Kariéra

### 2020–2021: Začátky na TikToku a „Toxic“
BoyWithUke začal nahrávat na TikTok v roce 2020[zdroj?] poté, co ho na platformu uvedl jeho bratr. Jeho obsah zpočátku na TikToku nesklidil žádný hmatatelný úspěch; v roce 2021 ale dosáhlo jisté popularity několik z jeho videí (včetně „Minute-Long Songs“).
V září 2021 pak vydal BoyWithUke EP Faded, obsahující singl „Toxic“, jenž se stal na TikToku virálním a byl uveden ve více než 69 000 videích na platformě a byl streamován asi půl miliardkrát. Singl se dostal na první místo žebříčku Billboard Alternative Airplay a strávil zde 31 po sobě jdoucích týdnů; lepšího výsledku v žebříčku Alternative Airplay do té doby dosáhlo pouze pět písní. „Toxic“ získal stříbrný certifikát od British Phonographic Industry (BPI) a platinový od American Recording Industry Association of America (RIAA).

### 2021–2022: Republic Records aSerotonin Dreams
Na konci roku 2021 podepsal BoyWithUke smlouvu s nahrávací společností Republic Records. V roce 2022 vydal své debutové album Serotonin Dreams. Debutovalo na 7. místě v Billboard Alternative Airplay. Po vydání alba byl BoyWithUke časopisem Billboard označen za jednoho z deseti nejlepších začínajících umělců.
V tomtéž roce vydal singl „IDGAF“ (z alba Serotonin Dreams), na němž spolupracoval společně s Blackbearem.
V roce 2022 se BoyWithUke stal předskokanem indie-popovému triu AJR na jejich OK Orchestra Tour.
K březnu 2023 má dle údajů MRC Data sedm milionů sledujících na TikToku a téměř 200 tisíc streamů ve Spojených státech.

### 2023–současnost:Antisociala „Out Of Reach“,Lucid Dreamsa odtajnění tváře
BoyWithUke vydal 24. února EP Antisocial se třemi písněmi: s již vydaným singlem „Rockstar“ a dvěma písněmi, které se objevily na jeho TikToku – „idtwcbf(friends)“ a skladbu „Nosedive“. 7. dubna 2023 BoyWithUke vydal další singl „Out Of Reach“, jejíž část se předtím objevila v jeho „Minute-Long Songs“. 
Čtvrté album BoyWithUke, Lucid Dreams, vyšlo 6. října 2023. BoyWithUke prohlásil, že Lucid Dreams bude posledním albem ságy „sny“. 
1. srpna 2024 oznámil na svém instagramu, že jeho další album Burnout bude jeho poslední album, kde bude vystupovat, jako BoyWithUke a zároveň ukončí svojí BoyWithUke éru.15.listopadu zveřejnil album Burnout kde spousta písniček je o jeho změně v hudbě a v životě. Ke skladbě Pitfall nahrál na svůj youtube kanál hudební klip, kde je nenápadně ukázáno, že mění svoje umělecké jméno na Chandol, což potom zveřejnil i na svém instagramu.
10. října 2023 BoyWithUke svým fanouškům na Instagramu napsal, že se jmenuje Charley Yang, a poprvé ukázal fotografii se svou usmívající se tváří. Kromě toho uvedl, že již nebude zakrývat obličej LED maskou, kterou používal dříve ve své kariéře. 12. října 2023 byl zveřejněn hudební videoklip k písni "King of Nothing", kde vystupoval již bez masky.

## Diskografie

### Alba
- Melatonin Dreams (22. ledna 2021)
- Fever Dreams (4. června 2021)
- Serotonin Dreams (6. května 2022)
- Lucid Dreams (6. října 2023)
- Burnout (15. listopadu 2024)

### EP
- Trouvaille (5. března 2021)
- Faded (10. září 2021)
- Antisocial (24. února 2023)

### Singly
- Small Fry (2. dubna 2021)
- Toxic (29. říjen 2021)
- Loafers (18. listopadu 2021)
- Long Divers (21. ledna 2022)
- IDGAF (18. března 2022) (feat. Blackbear)
- Sick of U (30. září 2022)
- Rockstar (10. února 2023)
- Out Of Reach (7. dubna 2023)[7]
- Migraine (22. září 2023)
- Can You Feel It? (30. května 2024)
- Ghost (31. července 2024)
- Gaslight (10. října 2024)